# Ellen Wood
Ellen Wood, nota anche con lo pseudonimo di Mrs. Henry Wood (Worcester, 17 gennaio 1814 – Londra, 10 febbraio 1887), è stata una scrittrice britannica.

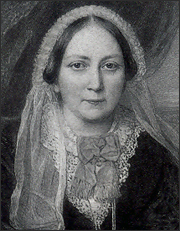
Ritratto di Ellen Wood di Reginald Easton

In Australia la sua fama ha superato quella di Charles Dickens. Viene ricordata soprattutto per il suo romanzo East Lynne, pubblicato nel 1861, anche se durante la sua vita ha scritto più di quaranta opere e molti dei suoi libri sono stati tradotti in varie lingue.

## Vita
Ellen Price è nata a Worcester il 17 gennaio 1814. Il padre, Thomas Price, era un fabbricante di guanti mentre la madre, Elizabeth Grimley, era una fervente cattolica, parte attiva della parrocchia di Worcester. La fede e le rigorose abitudini della madre influenzarono l'educazione di Ellen, che fu istruita a casa come si confaceva alle abitudini del tempo. Il tema della cristianità ebbe una profonda influenza nella scrittrice, tanto che le sue opere trattano frequentemente di religiosità e la morale cristiana costituisce spesso lo sfondo dei suoi racconti.
Fin da piccola si fece notare per la sua memoria infallibile e una fervida immaginazione superiori alla norma, ma soffrì presto di problemi di salute: all'età di tredici anni divenne evidente una curvatura spinale nella schiena che la costrinse a letto per i successivi quattro anni. Anche da adulta il suo aspetto non migliorò: alla postura curva si accompagnavano una corporatura gracile e una statura piuttosto bassa. Si diceva che fosse talmente debole da essere incapace di sollevare un peso normale o di trasportare qualcosa di più pesante di un piccolo libro o un parasole.
Il 17 marzo 1836 si sposò a Whittington, nei pressi di Worcester, con Henry Wood (1809/10–1866), un uomo che lavorava per un'azienda familiare specializzata nel trasporto marittimo e in attività bancarie. A causa degli impegni lavorativi del marito, per i successivi vent'anni la coppia visse in Francia, nel Delfinato. Ebbe sette figli, di cui sembra che almeno uno sia morto di scarlattina.
Dopo il fallimento dell'azienda del consorte, fu costretta a fare ritorno con lui in Inghilterra nel 1856, e si stabilì ad Upper Norwood, vicino a Londra. Qui Ellen cominciò a scrivere, forse nello sforzo di incrementare le scarse risorse economiche della famiglia, pubblicando in forma anonima racconti brevi destinati alle riviste. Nel 1861, quando venne pubblicato il suo primo vero romanzo, che rimase anche il più famoso, East Lynne, Ellen alle spalle aveva già quasi dieci anni di esperienza con la scrittura. Il libro ricevette recensioni positive da parte di diversi quotidiani, tra cui il più famoso fu The Times che, nonostante ne avesse criticato la trama piena di errori per quanto riguarda le faccende politiche e legali, elogiò l'abilità di intrattenimento della scrittrice.
Il successo del romanzo derivò dall'abilità di Ellen Wood di intrecciare due generi che divennero fondamentali per la narrativa popolare inglese: il romanzo sentimentale e il romanzo giallo. L'opera portava in scena le tematiche e i problemi del tempo come il divorzio, l'individualità femminile, la sessualità, la rottura dei vincoli familiari, la tensione fra le classi sociali, il tutto descritto attraverso la visione della morale tipica dell'età vittoriana. Nel 1866 il marito Henry Wood morì ed Ellen si trasferì in una casa a Saint John's Wood Park, rimanendo nei pressi di Londra. Verso la fine del 1867 divenne capo redattrice e proprietaria di una rivista mensile, The Argosy, fondata nel 1865, fatto abbastanza atipico per una donna dell'epoca.
Ellen Wood aveva circa cinquant'anni quando divenne una famosa scrittrice di romanzi, ma la sua vita come autrice rimase comunque basata su una quotidianità faticosa. Trascorreva la maggior parte del tempo tra le mura domestiche. Era una donna di chiesa, fervente ortodossa, di ideali conservatori in politica, ma sostenitrice della moderazione e della sobrietà nella quotidianità e le sue poche amicizie letterarie erano circoscritte ad altre scrittrici provinciali poco famose. Per l'abbigliamento prediligeva spesso il nero, sperando nascondesse la deformità della schiena. Negli ultimi anni della sua vita fu affetta da bronchite, complicata dalle difficoltà respiratorie di cui già soffriva a causa della curvatura spinale. Morì d'infarto al cuore nella sua casa, a Saint John's Wood Park, il 10 febbraio 1887 e fu sepolta a distanza di qualche giorno, il 16 febbraio, nel cimitero di Highgate, a Londra.

## Stile e tematiche
Di grande importanza nella sua carriera artistica fu il contributo al mensile The Argosy, di cui divenne direttrice. Dal 1868 al 1873 l'elemento principale della rivista divennero le pubblicazioni in serie dei suoi romanzi, suddivisi in puntate mensili: Anne Hereford nel 1868, Roland Yorke nel 1869, Bessy Rane nel 1870, Dene Hollow nel 1871, Within the Maze nel 1872 e Master of Greylands nel 1873. Il suo stile era perfetto per la pubblicazione a puntate richiesta dai giornali: la sua esperienza decennale le aveva insegnato come concentrare emozioni e conflitti in ogni singolo episodio. Lo stile era semplice e familiare per facilitare l'interazione con i lettori, e i personaggi avevano sempre un qualche tratto distintivo che li faceva ricordare al pubblico con facilità: tutto ciò manteneva alta l'attesa per la pubblicazione dell'episodio successivo.
In seguito la sua produzione in qualche modo rallentò. Suo figlio Charles Wood iniziò allora a collaborare alla redazione della rivista e, dopo la morte della madre, prese il suo posto come direttore del giornale.
Nonostante la fama di "scrittrice sulle donne" per i temi trattati nelle sue opere, come la maternità, l'ideologia di classe, la morale vittoriana, il ruolo femminile nella società, ci sono anche altre caratteristiche della sua scrittura meno conosciute, come l'abilità poco usuale di saper ritrarre ragazzi e uomini d'affari, le cui parole sono spesso riportate nel dialetto e nello slang della zona. I suoi romanzi costituiscono quindi una panoramica completa sulla vita della classe media dell'epoca, e si focalizzano in particolare sui dettagli domestici e quotidiani.

## Le nuove richieste del mercato: il romanzo appendice
Nell'Ottocento, con l'emergere della classe medio-borghese dopo la Rivoluzione Industriale, mutarono le tendenze del mercato e anche le modalità di circolazione delle opere librarie. Gli intellettuali si dividono in due principali correnti di pensiero: da una parte c'era chi sosteneva con fermezza l'indipendenza dalle dinamiche commerciali, come baluardo per la creazione artistica contro le nuove tendenze capitalistiche del mercato (homo aestheticus), dall'altra parte c'era chi andava incontro alle nuove richieste della stampa e dei lettori pur di ottenere un guadagno (homo economicus). L'aumento dell'alfabetismo comportò la crescita della domanda e del materiale librario circolante: tutto ciò portò a innovazioni nei processi di stampa, a una maggior diffusione della pubblicità e a un nuovo fenomeno editoriale, quello delle serializzazioni. Si ebbero così pubblicazioni su larga scala e un maggior consumo e circolazione di testi. La percezione del lavoro artistico però si svalutò e a risentirne fu il valore artistico-letterario delle opere.
È in questo modo che si diffuse, come era successo precedentemente in Francia con il roman feuilleton, un nuovo genere: il romanzo d'appendice. I romanzi vennero pubblicati a puntate all'interno di giornali e riviste, per stimolarne l'acquisto. La comodità e la maggior fruibilità, oltre che al costo più basso rispetto all'acquisto di un libro, ne decretarono subito il successo. Gli scrittori dovettero sviluppare allora delle specifiche strategie per conformarsi a questa nuova tendenza, come ad esempio la segmentazione della trama in più puntate e l'abilità di mantenere alta la suspense in ogni singolo episodio, limitandosi nel pieno uso della libertà creativa. Visto che l'intento era prevalentemente economico, ovvero permettere al giornale di vendere molte copie per più settimane, gli intellettuali e i critici ricondussero questo tipo di scrittura ad un processo di creazione meramente orientato a soddisfare i gusti delle masse.
Charles Dickens fu uno dei primi a creare delle riviste settimanali rivolte alla nuova classe media: Household Words (1850-59) e All the year round (1859-93) ne sono degli esempi. La strada intrapresa da Dickens per la promozione di questo nuovo fenomeno letterario fu cruciale, in quanto all'epoca egli era già uno scrittore affermato di romanzi e la scelta di rivolgersi anche all'ambiente della stampa periodica, promuovendosi al ruolo di editore, ne fece un esempio largamente imitato. Ellen Wood seguì l'esempio del grande scrittore. Modellò la sua carriera rimanendo a metà strada tra la scrittrice di narrativa popolare e la giornalista, diventando editrice per The Argosy, ruolo che le fece guadagnare utili entrate economiche e la espose nel mondo della stampa, che era ancora in prevalenza maschile. Riuscì in questo modo a capire i meccanismi culturali che muovevano il mercato, sfidando i pregiudizi di genere.

## Ellen Wood e il romanzo sentimentale
Ellen Wood è una delle scrittrici dell'epoca vittoriana che meglio incarna una nuova presa di posizione da parte delle autrici: la tendenza è quella di descrivere la figura femminile nella quotidianità domestica (sentimental novel, specifico filone letterario inglese), ma con l'aggiunta di dettagli scioccanti, macabri, inaspettati che si avvicinano al genere del romanzo giallo (sensational novel, filone considerato il precursore del romanzo giallo vero e proprio). Le eroine protagoniste sono implicate in storie che hanno a che fare con il mistero e la trasgressione, e temi frequenti sono i crimini, l'adulterio e la bigamia, l'avvelenamento. Sono storie scritte da donne per le donne, portando in scena la tematica della questione femminile.
Questi romanzi riscontrarono un successo inaspettato, forse perché rispecchiavano i desideri delle lettrici di evadere dai confini delle mura domestiche e dai rigidi vincoli morali imposti dalla società dell'epoca. Le scrittrici furono spesso accusate di trattare temi troppo libertini e trasgressivi, pericolosi perché inducevano il pubblico femminile a oltrepassare i limiti della moralità e della sessualità allora consentiti. La figura della donna in generale era considerata come fragile e facilmente manipolabile, in base anche ai recenti studi sul sistema nervoso femminile e sulla schizofrenia, che verrà scoperta e indagata negli anni successivi. La popolarità del nuovo genere tra il pubblico sembrava tuttavia inversamente proporzionale rispetto all'opinione di critici e intellettuali.

## La visione della morte
I personaggi ritratti sul letto di morte sono un tema frequente nella letteratura di epoca vittoriana, ma divennero un vero e proprio filo conduttore nelle opere di Ellen Wood dove le tematiche della malattia e del decesso sono onnipresenti.
La morte di Lady Isabel nel suo romanzo più famoso, East Lynne, viene presa come esempio per tracciare la filosofia di pensiero dell'autrice riguardo a queste tematiche. Descritta in maniera sentimentale, la morte della protagonista sembra rispecchiare la visione conservatrice in chiave cattolica della scrittrice, in quanto percepita come una punizione per l'adulterio commesso. La visione cristiana della morte ha sicuramente influenzato l'autrice: spesso, all'interno dei suoi romanzi, il decesso avviene tra le mura domestiche e la persona rimane lucida e cosciente fino all'ultimo respiro, pronta a consegnarsi al volere divino dopo aver supplicato la redenzione e il perdono dei peccati.
Secondo altri critici, la morte assume un diverso significato per Wood: non rappresenterebbe una punizione, ma la benedizione finale che la scrittrice conferisce alle protagoniste come atto di riconoscimento per la loro genuina bontà e le sofferenze subite in vita proprio in quanto donne.

## Opere
Ellen Wood è stata un'autrice molto prolifica. Qui di seguito una lista delle sue opere in lingua inglese.
- 1860, Danesbury House
- 1861, East Lynne
- 1861, The Elchester College Boys
- 1862, A Life's Secret
- 1862, Mrs. Halliburton's Troubles
- 1862, The Channings
- 1863, The Foggy Night at Offord: A Christmas Gift for the Lancashire Fund
- 1863, The Shadow of Ashlydyat
- 1863, Verner’s Pride
- 1864, Lord Oakburn’s Daughters
- 1864, Oswald Cray
- 1864, Trevlyn Hold; or, Squire Trevlyn’s Heir
- 1864, William Allair; or, Running away to Sea
- 1865, Mildred Arkell: A Novel
- 1865, The Argosy
- 1866, Elster’s Folly: A Novel
- 1866, St. Martin’s Eve: A Novel
- 1867, Lady Adelaide’s Oath
- 1867, Orville College: A Story
- 1867, The Ghost of the Hollow Field
- 1868, Anne Hereford: A Novel
- 1868, Castle Wafer; or, The Plain Gold Ring
- 1868, The Red Court Farm: A Novel
- 1869, Roland Yorke: A Novel
- 1870, Bessy Rane: A Novel
- 1870, George Canterbury’s Will
- 1871, Dene Hollow
- 1872, Within the Maze: A Novel
- 1872, The Master of Greylands
- 1874, Johnny Ludlow
- 1875, Bessy Wells
- 1875, Told in the Twilight: Containing “Parkwater” and nine shorter stories
- 1876, Adam Grainger: A Tale
- 1876, Edina
- 1876, Our Children
- 1876, Parkwater: With four other tales
- 1878, Pomeroy Abbey
- 1879, Lady Adelaide
- 1880, Johnny Ludlow, Second Series
- 1881, A Tale of Sin and Other Tales
- 1881, Court Netherleigh: A Novel
- 1883, About Ourselves
- 1885, Johnny Ludlow. Third Series
- 1887, Lady Grace and Other Stories
- 1888, The Story of Charles Strange
- 1889, Featherston's Story. A Tale by Johnny Ludlow
- 1890, The Unholy Wish and Other Stories
- 1890, The House of Halliwell. A Novel
- 1897, Ashley and Other Stories
- 1899, Johnny Ludlow. Sixth series